# 제16회 미쟝센 단편 영화제
제16회 미쟝센 단편 영화제는 2017년 6월 29일에 열린 시상식이다.

## 수상 및 후보

### 대상
- 나만 없는 집 - 김현정 수상

### 비정성시 최우수작품상
- 장례난민 - 한가람 수상

### 사랑에관한짧은필름 최우수작품상
- 나만 없는 집 - 김현정 수상

### 절대악몽 최우수작품상
- 잠몰 - 이승환 수상

### 희극지왕 최우수작품상
- 감독님 연출하지 마세요 - 이대영 수상

### 4만번의구타 최우수작품상
- 악당출현 - 유수민 수상

### 심사위원특별상
- 2박 3일 - 조은지 수상
- 혐오돌기 - 김현 수상

### 심사위원 특별상 연기부문
- 2박 3일 - 정수지 수상
- 나만 없는 집 - 김민서 수상
- 악당출현 - 오희준 수상

### I love Shorts! 관객상
- 시시콜콜한 이야기 - 조용익 수상

### 베스트 오브 무빙 셀프 포트레이트
- 물가의 아이 - 이태영 수상

### 미쟝센 편집상
- 텐더 앤 윗치 - 전두관 수상

### 비정성시 부문
- 가리워진 길 - 이민형
- 경계 - 신소정
- 누렁이들 - 가성문
- 다희다이 - 김영덕
- 더 헌트 - 김덕중
- 동백꽃이 피면 - 심혜정
- 명태 - 이홍매
- 물가의 아이 - 이태영
- 보호자 - 최은우
- 복덕방 - 최병권
- 앰부배깅 - 한정재
- 야간근무 - 김정은
- 염색 - 조한솔
- 오제이티: On the job Training - 최수진
- 이 모든 것을 벗어나기 위하여 - 최한슬
- 장례난민 - 한가람
- 장롱면허 - 박근범

### 사랑에 관한 짧은 필름 부문
- 2박 3일 - 조은지
- 곰국 - 신윤호
- 나만 없는 집 - 김현정
- 다른, 밤 - 김정인
- 마음의 편지 - 고경수
- 마이 케미컬 러브 - 문인수
- 맥북이면 다 되지요 - 장병기
- 사랑하는 사람의 아이를 낳는다 - 정지윤
- 시시콜콜한 이야기 - 조용익
- 쓰리룸 - 이나연
- 윤리거리규칙 - 이정곤
- 주우와 한별 - 정해성
- 합의 - 이태진
- 혜영 - 김용삼

### 희극지왕 부문
- 감독님 연출하지 마세요 - 이대영
- 고백 - 김우현
- 그 냄새는 소똥냄새였어 - 형슬우
- 기쁜 우리 젊은 밤 - 김은성
- 김앤장 - 김영석
- 모놀로그 - 김지룡
- 사창리 - 오세인
- 예비군: 뜻밖의 여정 - 김찬년
- 인류의 영원한 테마 - 김현준
- 찌질이들 - 이재원
- 첩첩산중 - 백순규
- 첫 눈 내리는 날 - 길영민
- 폭발하는 황혼 - 박용주
- 휴머니스트 - 김지현

### 절대악몽 부문
- 갈 수 없는 나라 - 송주성
- 그린라이트 - 김성민
- 기밀 - 김재형
- 낙진 - 권혁준
- 밀실 - 유은정
- 살아남은 자 - 진청하
- 음유시인 - 포레스트 이안 엣슬러 외 1명
- 입하 - 이덕찬
- 잠몰 - 이승환
- 쥐잡이 - 최길섭
- 첩첩산중 - 이상현
- 텐더 앤 윗치 - 전두관
- 혐오돌기 - 김현

### 4만번의 구타 부문
- 묨 - 이현우
- 발악 - 이재휘
- 방문 - 박현용
- 버닝브라더스 - 김영록
- 씨름 - 곽기혁
- 악당출현 - 유수민
- 저 사람 - 김연조
- 종합보험 - 연제광
- 치석 - 염지희
- 콜 - 박지은
- 허도령 - 김종성
- 혜리 - 송주성

### 국내초청
- 고철을 위하여 - 허진호 외 1명
- 사랑이 죄인가? - 허진호 외 2명
- 따로 또 같이 - 허진호
- 나의 새 남자 친구 - 허진호
- 나 여기 있어요 - 허진호
- 제6회 제천국제음악영화제 트레일러 - 허진호
- 덩어리 - 오재형
- 아저씨 - 전성연
- 퍼펙트마라톤 - 박윤진
- 감정의 시대: 서비스 노동의 관계미학 - 김숙현 외 1명

### 전년도 수상작
- 내앞 - 김인근
- 몸값 - 이충현
- 멈추지 마 - 김건
- 사슴꽃 - 김강민
- 그건 알아주셔야 됩니다 - 한지수
- 연애경험 - 오성호
- 여름밤 - 이지원
- 새들이 돌아오는 시간 - 정승오